# Darkan mmorpg
Darkan MMORPG é um RPG eletrônico de ação para mobile e computadores produzido e distribuído pela RU-ON Studio.O jogo é gratuito para jogar e oferece um sistema de microtransações onde o jogador pode comprar efeitos de acessórios dentro do jogo. Sua versão ainda está em Beta, apresentando alguns bugs. 